# أوروش مورن
أوروش مورن (بالسلوفينية: Uroš Murn)‏ مواليد 9 فبراير 1975، هو دراج سلوفيني في صنف سباق الدراجات على الطريق. شارك في دورة الألعاب الأولمبية الصيفية.

## روابط خارجية
- أوروش مورن على موقع الاتحاد الدولي للدراجات (الإنجليزية)
- أوروش مورن على موقع أرشيف الدراجات (الإنجليزية)
- أوروش مورن على موقع إحصائيات الدراجات الإحترافية (الإنجليزية)
- أوروش مورن على موقع نسبة الدراجات (الإنجليزية)
- أوروش مورن على موقع CycleBase (الإنجليزية)
- أوروش مورن على موقع أوليمبيديا (الإنجليزية)